# Dugria
Dugria o Dugri fou un estat tributari protegit, del tipus thakurat garantit a l'agència de Bhopal a l'Índia central.
L'estat es va crear el 1818 quan Raja Khan, germà del cap pindari Chitu, va obtenir unes terres a Shujawalpur de manera vitalicia. El 1825, en consideració a la seva bona conducta passada se li va garantir que els seus descendents rebrien la màxima consideració del goverm britànic, de manera que quan va morir, els britànics van fer honor a la seva promesa i van repartir el domini entre els cinc fills, corresponent al tercer fill el thakurat de Dugri o Dugria.